# Lúčky (okres Michalovce)
 Lúčky jsou obec na Slovensku. Nacházejí se v Košickém kraji, v okrese Michalovce. Obec má rozlohu 7,93 km2 a leží v nadmořské výšce 125 m. V roce 2011 v obci žilo 553 obyvatel.  První písemná zmínka o obci pochází z roku 1336.